# Hermann Joch
Hermann Joch (* 26. März 1924 in Berlin; † 15. Februar 1978 in Frankfurt am Main) war ein deutscher Fußballfunktionär.

## Leben
Joch arbeitete als Journalist für Zeitungen in Berlin, ehe er 1953 als Pressereferent zum Deutschen Fußball-Bund (DFB) wechselte. Später arbeitete er bei dem Verband als Jugendsekretär und stieg zum Direktor des Organisationskomitees für die Weltmeisterschaft 1974 auf. Der Fußballweltverband FIFA berief Joch ebenfalls in das Organisationskomitee für die WM 1978. Joch wurde ein „unermüdlicher Arbeitseifer“ und ein „riesiges Pensum“ bescheinigt, er gewann laut Hamburger Abendblatt „weltweite Anerkennung als Fachmann“. Das Blatt überschrieb seine Meldung über das Ableben des Fußballfunktionärs mit den Worten „Mit Hermann Joch verlor der DFB einen der Besten“.
Joch starb drei Tage nach einer Herzoperation. Die Hinterbliebenen waren seine Ehefrau Hildegard sowie eine Tochter und ein Sohn.